# Pieter Nicolaes Spierinckx

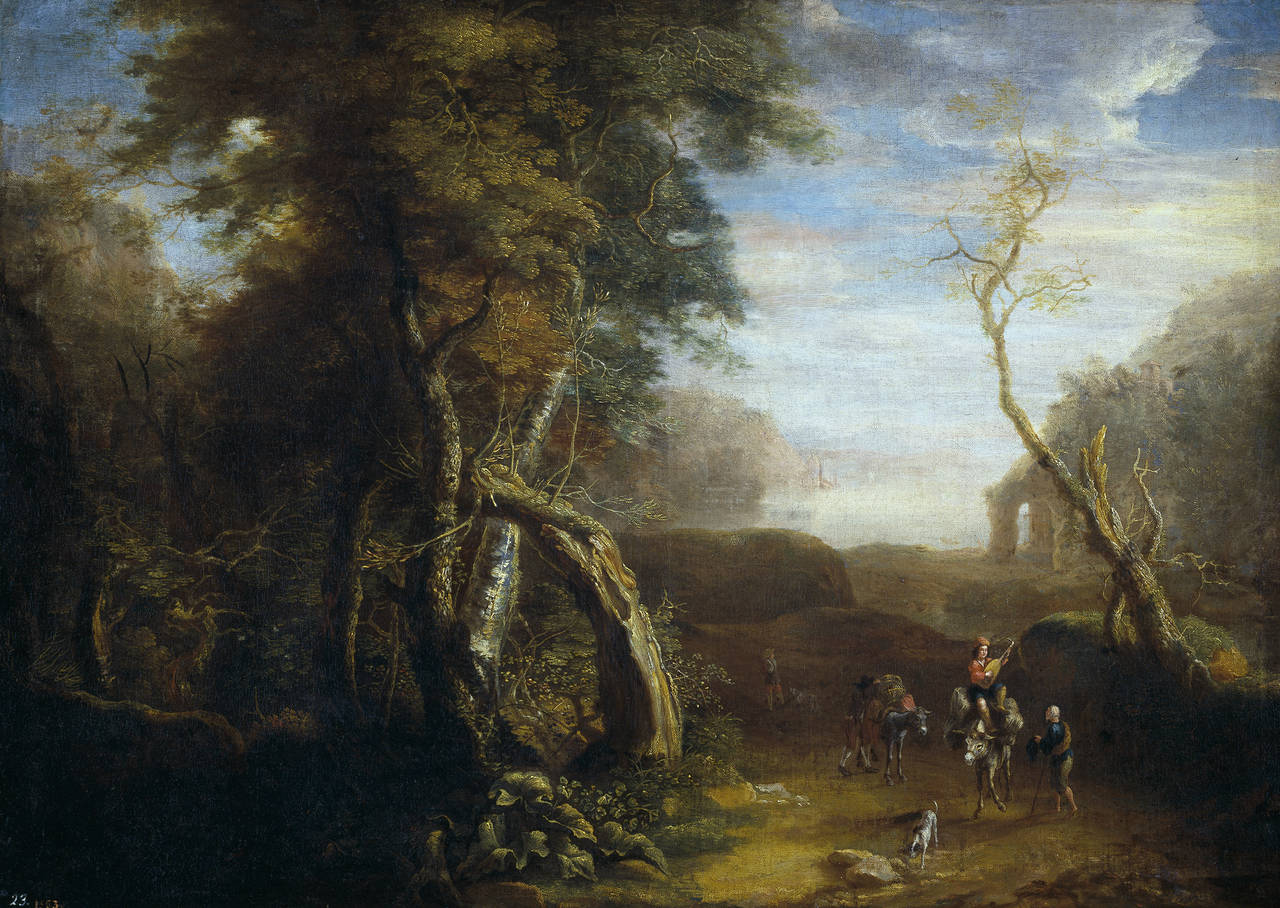
Paisaje de Italia, Museo del Prado.

Pieter Nicolaes Spierinckx (Amberes, 1635 - Amberes, 1711) fue un pintor barroco flamenco, especializado en pintura de paisajes.

## Biografía
Se formó en Italia, donde vivió varios años y recibió la influencia de Claude Lorrain, Paul Brill y Salvator Rosa. Su obra mezcla la tradición flamenca con el colorido y la luminosidad de la pintura italiana. Trabajó en colaboración con Pieter Ykens, que elaboraba las figuras de sus cuadros. Sus paisajes destacan por la finura del trazado, la composición monumental y cierto aire pintoresco otorgado a sus ambientes. Se conservan dos obras suyas en el Museo del Prado, Paisaje de Italia y Paisaje con ventorrillo y acueducto romano.